# مليكة مينار
مليكة مينار (ولدت في 14 يوليو 1987) عارضة أزياء فرنسية، من أصول جزائرية، حاملة لقب مسابقة ملكة جمال والتي توجت به عن مسابقة ملكة جمال فرنسا 2010 ومثلت فرنسا في مسابقة ملكة جمال الكون 2010.

## نشأتها
ولدت مليكة مينار في 14 يوليو 1987 في مدينة رين، لكنه نشأت لاحقًا في هيروفيل سانت كلاير. حصلت على شهادة البكالوريس في العلوم الاجتماعية من ليسيه ماليرب في كاين، وبدأت لاحقًا في دراسة القانون في جامعة كاين نورماندي. عملت أيضًا كمضيفة في ستاد ميشيل دورنانو وستاد مالهيربي كاين.
اسمها مليكة يعني «ملكة» باللغة العربية، وهو شائع جدًا في العديد من المجتمعات العربية والبربرية. كان يعتقد في البداية أنها من أصل قبايلي أمازيغي؛ ومع ذلك، فقد أوضحت أنها «فرنسية 100٪»، وأن والديها، الذين زاروا الجزائر في الماضي، أطلقوا عليها اسم مليكة، لأنهم وجدا أنها جميلة.

## وصلات خارجية
- مليكة مينار على موقع IMDb (الإنجليزية)
- مليكة مينار على موقع قاعدة بيانات الفيلم (الإنجليزية)
- Official Malika Ménard website